# Navy Wife (1935)
Navy Wife is een Amerikaanse dramafilm uit 1935 onder regie van Allan Dwan.

## Verhaal
De scheepsarts Quentin Harden wordt op de marinebasis van Pearl Harbour verliefd op de verpleegster Vicky Blake. Ze trouwen, maar Vicky leert al spoedig dat Quentin de dood van zijn eerste vrouw nog niet heeft verwerkt. Ze blijft toch bij hem omwille van zijn dochtertje.

## Rolverdeling
| Acteur         | Personage          |
| -------------- | ------------------ |
| Claire Trevor  | Vicky Blake        |
| Ralph Bellamy  | Dr. Quentin Harden |
| Jane Darwell   | Louise Keats       |
| Warren Hymer   | Butch              |
| Ben Lyon       | Dr. Peter Milford  |
| Kathleen Burke | Serena Morrison    |
| George Irving  | Dr. Charles Keats  |
| Anne Howard    | Susan Harden       |